# Grzegorz Maciejewski
Grzegorz Maciejewski – polski inżynier, doktor habilitowany nauk technicznych. Specjalizuje się w Inżynierii mechanicznej, fizyce materiałów oraz fizyce ciała stałego. Pracownik naukowy Instytutu Podstawowych Problemów Techniki PAN oraz warszawskiego Instytutu Lotnictwa.
Stopień doktorski w zakresie mechaniki uzyskał w Instytucie Podstawowych Problemów Techniki PAN w 2003 na podstawie pracy pt. Zastosowanie metody elementów skończonych do wyznaczania rozkładów naprężeń residualnych w heterostrukturach, przygotowanej pod kierunkiem Pawła Dłużewskiego. W tym samym Instytucie uzyskał habilitację (2012) na podstawie rozprawy Numeryczna analiza deformacji struktur krystalicznych i ich defektów na poziomie nanoskali. Swoje prace publikował m.in. w takich czasopismach jak: „Journal of the Mechanics and Physics of Solids”, „Applied Physics A”, „Physica B: Condensed Matter” oraz „Physica Status Solidi C”.